# Paul Marchand
Paul Marchand SMM (* 17. April 1937 in Lafontaine, Ontario; † 24. Juli 2011 in Gracefield, Québec) war ein kanadischer Ordensgeistlicher und römisch-katholischer Bischof von Timmins.

## Leben
Marchand besuchte ein College der Montfortaner in Papineauville, Quebec, und trat anschließend der Ordensgemeinschaft der Montfortaner bei. Er legte am 15. August 1956 seine Profess ab und studierte Philosophie und Theologie am Saint-Jean-Seminar in Vanier, Ontario. Marchand empfing am 17. März 1962 die Priesterweihe und studierte Pastoraltheologie an der Saint Paul University und der Universität Montreal sowie Bibelwissenschaften an der Universität Montreal. Nach seelsorgerischer Tätigkeit war er Direktor des Centre for Christian renewal in Drummondville (1967–1973 und 1979–1982). Von 1973 bis 1987 war er Direktor des Rezeption House und Direktor des Shrine of Mary Queen of Hearts in Montreal. Er war von 1987 bis 1990 Pfarrer von Our Lady of Lourdes in Vanier und Provinzial der Montfortaner sowie Mitglied der außerordentlichen Generalversammlung der Montfortaner von 1990 bis 1993.
Papst Johannes Paul II. ernannte ihn 1993 zum Titularbischof von Tamata und zum Weihbischof im Erzbistum Ottawa. Die Bischofsweihe spendete ihm der Erzbischof von Ottawa, Marcel André J. Gervais, am 20. Januar 1993 in der Cathédrale Notre-Dame d’Ottawa; Mitkonsekratoren waren sein Ordensbruder Gérard-Joseph Deschamps SMM, Bischof von Daru in Neuguinea, und Gilles Bélisle, Alterzbischof von Ottawa.
Am 8. März 1999 wurde er zum Bischof von Timmins ernannt. Die Amtseinführung fand am 17. Mai desselben Jahres statt.